# Sakon
Sakon - Sengoku Fūun-roku (SAKON（左近） -戦国風雲録-), tạm dịch là "Sakon - Chiến quốc phong vân lục", là một tác phẩm Manga Nhật Bản dựa trên nguyên tác của Ryū Keiichirō, họa sĩ Hara Tetsuo và kịch bản của Nihashi Shingo. Tác phẩm được đăng liên tục trên tạp chí "Gekkan Shōnen Jump" từ số tháng 5 năm 1997 đến số tháng 5 năm 2000.
Tác phẩm được chuyển thể từ tiểu thuyết "Kagemusha Tokugawa Ieyasu" của nhà văn Ryū Keiichirō và nội dung có phần thay đổi so với nguyên bản, nhân vật chính cũng chuyển từ Tokugawa Ieyasu sang Shima Sakon theo ý đồ của họa sĩ.

## Nội dung
Năm 1598, Thái cáp Toyotomi Hideyoshi qua đời. Nội đại thần Tokugawa Ieyasu (quân miền Đông) đứng lên tranh quyền thừa kế thiên hạ với Ishida Mitsunari (quân miền Tây) và dẫn đến trận giao tranh lịch sử tại Sekigahara. Gia thần của Ishida là Shima Sakon đã phái thích khách lẻn vào doanh trại của quân miền Đông để ám sát Ieyasu.
Nhưng không ngờ Ieyasu còn có một võ sĩ bù nhìn giống mình như đúc là Serata Jirō Saburō Motonobu. Chính nhân vật này đã thế vai Ieyasu thật đã bị ám sát, lật ngược tình thế trên chiến trường Sekigahara....